# Байлз, Томас
Томас Руссел Дэвидс Байлз (англ. Thomas Roussel Davids Byles; 26 февраля 1870, Лидс, Уэст-Йоркшир — 15 апреля 1912, Северная Атлантика) — английский католический священник, погибший на борту «Титаника».

## Биография
Томас Байлз родился   в Лидсе. Старший из семи детей Альфреда Холдена Байлза, конгрегационалистского священника, и его жены Луизы Дэвидс. В период с 1885 по 1889 год он учился в колледже Северного Лимингтона и школе Россалл, что располагалась во Флитвуде. Позднее, в 1889 году, Томас  поступил в Баллиол-колледж в Оксфорде, чтобы изучать теологию, получив степень бакалавра искусств в 1894 году. Находясь в Оксфорде, Байлз утвердился в своём желании связать жизнь с религией, а некоторое время спустя, как и ранее его младший брат Уильям, перешёл в римско-католическую веру, взяв имя Томас. В 1899 году он поступил в Папский колледж Беда в Риме, дабы учиться на священство, и был рукоположён в 1902 году. В 1905 году его направили в приход Святой Елены в   Эссекс, где он оставался до своей смерти.

## Гибель
Приглашение служить на свадьбе его младшего брата Уильяма побудило Байлза совершить поездку в Нью-Йорк. Он отслужил мессу утром в день затопления, в Октаву Пасхи, 14 апреля 1912 года, для пассажиров второго и третьего классов в своих залах ожидания.  Он и отец Джозеф Перушиц  каждый день служили мессу  во время путешествия. Отец Байлз читал проповеди на английском, ирландском и французском языках, а отец Перушиц —  на немецком и венгерском. 
Байлз шёл по верхней палубе и молился по своему бревиарию, когда «Титаник» врезался в айсберг. Когда корабль тонул, он помог многим пассажирам третьего класса подняться на шлюпочную палубу к спасательным шлюпкам.   Ближе к концу он прочитал Розарий и другие молитвы, выслушал признание   и отпустил грехи более чем сотне пассажиров, которые остались запертыми на корме корабля после того, как все спасательные шлюпки были спущены на воду. Отцу Байлзу дважды предлагали занять место в шлюпке, но он наотрез отказывался, заявляя, что его долг – оставаться на борту «Титаника», пока его проповедническая миссия необходима хотя бы одной живой душе на судне.
Его тело, если оно и было обнаружено, никогда не было опознано. Его братья установили памятный знак в его честь в католической церкви Святой Елены, где Байлз служил. Папа Пий  X позднее описал Томаса Байлза как «мученика за Церковь».

## Процесс беатификации
В апреле 2015 года Грэм Смит, нынешний священник церкви Святой Елены, при поддержке епископа Алана Уильямса из епархии Брентвуда, предпринял первые шаги к тому, чтобы признать Байлза святым.

## В популярной культуре
Упоминание о Байлзе трижды появляется в фильмах о данной катастрофе. В фильме «Титаник» 1997 года  его, читающего Розарий и Откровение 21:4, сыграл Джеймс Ланкастер. В телефильме 1979 года «Спасите «Титаник» его изображал Мэттью Гиннесс.  В фильме 1953 года Ричард Бейсхарт играет персонажа с другим именем, но повторяющего судьбу Байлза. Его история представлена в книге Кэди Кросби под названием «Герой Титаника: Томас Байлз». Книга документирует раннюю жизнь Байлза, его годы в служении и его последние часы на борту RMS Titanic.